# Argyrolepidia resplendens
Argyrolepidia resplendens är en fjärilsart som beskrevs av Rothschild och Jordan 1903. Argyrolepidia resplendens ingår i släktet Argyrolepidia och familjen nattflyn. Inga underarter finns listade i Catalogue of Life.